# Mike Croel
Michael Croel (Detroit, 6 giugno 1969) è un ex giocatore di football americano statunitense che ha giocato nel ruolo di linebacker nella National Football League. Fu scelto come quarto assoluto nel Draft NFL 1991 dai Denver Broncos. Al college ha giocato a football all'Università del Nebraska.

## Carriera professionistica
Croel fu scelto come quarto assoluto nel Draft 1991 dai Denver Broncos. Nella prima stagione fece registrare 10 sack, il massimo in carriera, venendo premiato come rookie difensivo dell'anno. Rimase coi Broncos fino al 1994, dopo di che fece parte di New York Giants, dei Baltimore Ravens, alla loro prima stagione nella lega, e dei Seattle Seahawks. Disputò l'ultima stagione da professionista nel 2001 con i Los Angeles Extreme della X Football League.

## Palmarès
- Rookie difensivo dell'anno - 1991
- PFWA All-Rookie Team - 1991

## Statistiche
| Sack       | 24,0 |
| Intercetti | 2    |